# César-díj a legjobb plakátnak
A legjobb plakát César-díját (franciául César de la meilleure affiche) a francia Filmművészeti és Filmtechnikai Akadémia 1986 és 1990 között ítélte oda. Átadása a „Césarok éjszakája” elnevezésű gálaünnepségen történt.
A kategóriát azért szüntették meg, mert rendkívül nehéz volt meghatározni, és díjazni a plakátok „valódi készítőjét”; azt a személyt (gyakran több személyt) akinek a fejéből az ötlet kipattant, illetve azt megvalósította (reklámügynökség, stúdió, független plakátkészítő stb.). A plakátok nagy része egyébként is importált volt (külföldi, különösen amerikai filmek esetében). Az 1990-es évekre már szinte lehetetlen vált egy meghatározott személyhez kötni a plakátkészítést, nem úgy, mint az 1970-es évek végén, amikor is Franciaországban olyan meghatározó művészek dolgoztak, mint René Ferracci vagy Jean Macii, és „a hetedik művészettel párhuzamos művészetről” beszéltek. Stanley Kubrick az Acéllövedék című filmdrámájának saját maga által készített plakátjával kapcsolatban mondta: „A plakátművészet nem más, mint összesűríteni egy képben mindazt, amit a rendező 350 000-ben valósított meg.”

## Díjazottak és jelöltek
A díjazottak vastagítással vannak kiemelve. Az évszám a díjosztó gála évét jelzi, amikor az előző évben forgalmazásra került film elismerésben részesült.

### 1980-as évek
| Év   | Díjazottak és jelöltek |
| ---- | --- |
| 1986 | - Michel Landi – Tea Arkhimédész háremében (Le thé au harem d'Archimède) - Zoran Jovanovic – La forêt d'émeraude - Benjamin Baltimore – Nyakunkon a veszély (Péril en la demeure) - Benjamin Baltimore – Káosz (Ran) - Bernard Bernhardt – Metró (Subway)                                                               |
| 1987 | - Christian Blondel – Betty Blue (37°2 le matin) - Claude Millet – Denise Millet – Gyűlölöm a színészeket (Je hais les acteurs) - Michel Jouin – A Paradicsom… (Jean de Florette) - André François – Szerelmem, Max (Max mon amour) - Gilbert Raffin – Thérese története (Thérese)                                      |
| 1988 | - Stéphane Bielikoff – Tandem - Philippe Lemoine – Az utolsó császár (The Last Emperor) - Benjamin Baltimore, Luc Roux – A Sátán árnyékában (Sous le soleil de Satan) - Philippe Lemoine – Egy szerelmes férfi (Un homme amoureux)                                                                                      |
| 1989 | - Annie Miller, Luc Roux és Stéphane Bielikoff – A kis tolvajlány (La petite voleuse) - Christian Blondel – A medve (L'ours) - Benjamin Baltimore – Ártatlan gyönyör (La lectrice) - Andrzej Malinowski – A nagy kékség (Le grand bleu) - Anahi Leclerc, Daniel Palestrant – A gyönyör évadjai (Les saisons du plaisir) |

### 1990-es évek
| Év   | Díjazottak és jelöltek |
| ---- | --- |
| 1990 | - Jouineau – Cinema Paradiso (Nuovo cinema Paradiso) - Anahi Leclerc, Jean-Marie Leroy – Monsieur Hire - Dominique Bouchard – Noce blanche - Sylvain Mathieu – Túl szép hozzád (Trop belle pour toi) - Laurent Lufroy, Laurent Pétin – Valmont |

## Fordítás
- Ez a szócikk részben vagy egészben  a   César de la meilleure affiche című francia Wikipédia-szócikk ezen változatának fordításán alapul.  Az eredeti cikk szerkesztőit annak laptörténete sorolja fel. Ez a jelzés csupán a megfogalmazás eredetét és a szerzői jogokat jelzi, nem szolgál a cikkben szereplő információk forrásmegjelöléseként.